# ابوبکر محمد ابن خزیمه
ابوبکر محمد بن اسحاق بن خزیمه سُلَّمی (زاده ۲۲۳ هجری / درگذشته ۲ ذیقعده ۳۱۱ هجری - نیشابور) شناخته شده به  اِبن خُزَیمه، محدث، مفسر قرآن و دانشمند مشهور مسلمانِ شافعی مذهب در سده سوم و چهارم هجری قمری بود. او برای طلب دانش سفرهایی به عراق، حجاز، شام، مصر و خراسان داشت.

## آثار
- کتاب التوحید و اثبات صفات الرب
- تفسیر القرآن
- صحیح ابن خزیمه یا مختصر المختصر من المسند الصحیح عن النبی